# ريس ويذرسبون
لورا جين ريس ويذرسبون (بالإنجليزية: Reese Witherspoon)‏ (ولدت في 22 مارس 1976، في نيوأورلينز بولاية لويزيانا) هي ممثلة أمريكية حاصلة على جائزة أوسكار. تعد ويذرسبون في السنوات الأخيرة من ممثلات هوليوود اللواتي يتلقين أغلى الأجور للتمثيل.

## نشأتها
لورا جين ريس ويذرسبون، ولدت في 22 مارس 1976 في نيوأورلينز بولاية لويزيانا. والدها هو جراح متخصص في طب الأنف والأذن والحنجرة ومقدم سابق في العسكرية، في المقابل والدتها بيتي حصلت على الدكتوراه في التمريض وعملت كأستاذة في جامعة فاندربيلت. تعود أصول عائلة ويزرسبون لأكثر من 200 عام في الولايات المتحدة وهم أحفاد لجون ويذرسبون، الشخص الذي وقع على استقلال الولايات المتحدة، ومؤسس جامعة برينستون.
نشأت ريس ويذرسبون كمسيحية إسقفية، وقالت إنها فخورة «بالتربية الجنوبية» التي تلقتها. قالت إنها أعطتها «شعورًا بالعائلة والتقاليد» وعلمتها «أن تكون ضميريًا حيال مشاعر الناس، وأن تكون مؤدبة، وأن تكون مسؤولة، وأن لا تأخذ أبدًا ما لديك في حياتك». قضت ريس، السنوات الأربع الأولى من حياتها في فيسبادن، ألمانيا حيث كان يعمل والدها مقدماً في قوات الاحتياط بالجيش الأمريكي. بعد ذلك عادت العائلة إلى ناشفيل، كون أن ريس تنتمي إلى عائلة لها عشق للعلوم فكان من المخطط أن تصبح ريس طبيبة، وريس تعترف أنها كانت «محبة كتب حمقاء» وكانت تحصل على الدرجات الممتازة، وتقول «مع ذلك أمي كانت ترى أن رغبتي للتمثيل هي مجرد هواية، وفي يوم من الأيام سآتي وسأقول لها أنني أريد أن أكون جراحة دماغ أو ماشابه».
بعد إتمام عامها السابع، اختيرت عارضة أزياء في إعلان تلفزيوني لمحل بيع الزهور، بعد ظهورها بالإعلان أُسِرت ريس بفكرة النجومية مما دفعها للتفكير أن تصبح ممثلة. في عمر الحادية عشر حققت المركز الأول بمسابقة مواهب على مستوى الولاية. بعد نجاحها من المرحلة الثانوية دخلت جامعة ستانفورد وتخصصت في الأدب الإنجليزي، لكن بعد مرور سنة في الجامعة قررت الانسحاب ومتابعة مهنتها في التمثيل.

## السيرة

### البداية (1990 _ 1998)
في عام 1990 ذهبت ريس وصديقاتها في محاولة لأداء تجارب أدوار ثانوية في فيلم «الإنسان على سطح القمر»، أعطيت ريس فرصة لقراءة النص. أدائها أعجب المخرج وحصلت على دور البطولة، كان هذا الفلم آخر أفلام روبرت موليغان وفلم ريس الأول. رز تؤدي في الفلم دور فتاة مترجلة نوعاً ما في عمر الرابعة عشر تقع في حب شاب عمره 17. رشحت ريس لجائزة «الفنان الصغير» عن دورها بالفيلم، لكنها خسرت وذهبت الجائزة لصالح ثورا بيرتش.
لاحقا في تلك السنة قامت بالفلم التلفزيوني وايلد فلاور المقتبس من رواية سارا فلانيغان، ويبدو أن أمريكا استمتعت بالنص وقدمت جائزة "Humanitas Prize " للكاتبة وتم إخراج الفلم من قبل الممثلة الحائزة على الاوسكار ديان كيتون. في عام 1992 قدمت دوراً في الفيلم التلفزيوني اختيار يائس: لإنقاذ طفلي وهو يدور حول كايسي (ريس) المصابة بمرض اللوكيميا، وهذا عملها الأول مع المخرج آندي ترانتا التي عملت معه مرة آخرى في فيلم سويت هوم ألاباما.
بعد ذلك قدمت ريس أدوار مهمة في بعض الأفلام، من بينها «منطقة بعيدة» وفلم جاك الدب والتي حصلت عنه على جائزة الفنان الصغير عام 1993 لفئة أفضل ممثلة مساعدة في فيلم درامي، كأول جائزة تحققها في مسيرتها، أيضاً في عام 1993 عملت ريس في مسلسل قصير يحمل اسم (بالإنجليزية: Return to Lonesome Dove)‏، والمسلسل القصير هو جزء مكمل لـلمسلسل الناجح Lonesome Dove، تقول ريس: «كان رائعاً ! ارتدينا ملابسنا وركبنا الخيول لمدة، إن تصوير المسلسلات صارم، ظننت أنني سأفعل المزيد من الأعمال التلفزيونية لكن في النهاية قررت الرجوع للأفلام لأنني لم أحس أنني قمت بعمل جيد في الشخصية».
عام 1994 وبعد تخرجها من المدرسة الثانوية، ظهرت بشخصية رئيسية أخرى بدور وندي في فيلم S. F.W. مع الممثل ستيفن دورف، وبعدها توقفت عن التمثيل مدة سنتين للتركيز في دراستها في جامعة ستانفورد إلا أنها قررت ترك الجامعة بعد سنه من الدراسة، وعلّقت ريس: «ظننت انها ستكون تجربة رائعة ولكن الجميع كان يشرب البيرة ويحوم في الجامعة».
تفرغت ريس للتمثيل، وحصلت على دور رئيسي مع بطل 24 كيفر سذرلاند والنجمة آنذاك بروك شيلدز، في فيلم الإثارة الطريق السريع وذلك في عام 1996. أدت ريس دور فينيسا، فتاة فقيرة تعيش في لوس أنجلس وفي طريقها لزيارة جدها في ستوكتون تلتقي بقاتل متعدد. حصل الفلم وقتها على نقد إيجابي وساعد في بروز موهبة ريس التمثيلية. وقالت بعدها ريس أن هذا هو الفـيلم الذي جعلها متأكدة برغبتها أن تصبح ممثلة، «التقيت مع المخرج وهنا قمت بخيار حياتي، أنا ممثلة وعلي أن أفعل أمور وأقول كلمات لا يمتلك الشخص العادي الجرأة والشجاعة لقـولها، ذهبت لتصوير الفـلم بهذا الموقـف وأظن ان هذا ساعد، كنت ما زلت خائفـة لكنه كان إنجازاً شخصيا مهما بالنسبة لي».
في نفس السنة ظهرت بجانب مارك والبرغ في فيلم الرعب النفسي الخوف لاعبة شخصية نيكول، فتاة طيبة تقع في حب زميلها الغير سوي. تقـول ريس في إحدى المقابلات أنه عرض عليها أدوار في أفلام رعب مثل صرخة وأعرف ماذا فعلت الصيف الماضي وغيرها لكنها رفضتها «قمت بفيلم رعب ولم تكن تجربة أريد أن أكررها، كل هذا الصراخ والارتعاد ليس نوعي ولا أقدمه بـوفاء».
كان عام 1998 عاماً كبيراً لريس، شخصياً وعملياً. حيث ظهرت في ثلاث أفلام. بداية شاركت الشـاشة مع كل من بول نيومان وجين هاكمان في فيلـم Twilight، لسـوء الحظ الجمهور اهتـم بظهورها عارية أكثر من أدائها الفني، تقول ريس «إنه غير منطقي، ولكنه طبيعي». ثم ظهرت في Overnight Delivery بدور متعرية غريبة الاطوار تفـوز بقلب باول رود. ولعل أبرز أدوارها السينمائية التالية كان في فيلم بليزانتفيل، عندما حصلت على دور البطولة بجانب توبي ماغواير. في قصة عن شقيقين ينتقلان بطريقة سحرية إلى عالم مسلسل تلفزيوني خيالي يقع في الخمسينات، حيث لعبت دور الأخت السطحية. دورها لاقى أراء إيجابية وضمن لها الفوز بجائزة هوليوود الشابة عن فئة أفضل ممثلة صاعدة. المخرج غاري روس أثنى على أدائها في الفيلم وقال ريس ستكون ممثلة استثنائية في المستقبل.

### الشهرة (1999_2005)
بعد رفضها العمل في أعرف ماذا فعلت الصيف الماضي، عملت ريس أخيرا مع شريكها ذلك الوقت راين فيليب في فيلم نوايا قاسية. الفيلم صدر في 1999 وكان من بطولتها بجانب سارة ميشيل غيلار، وقدم رؤية معاصرة للرواية الفرنسية العلاقات الخطرة. أشادت صحيفة سان فرانسيسكو كرونيكل بأداء ريس، حيث قالت: «ويذرسبون جيدة بشكل خاص في الدور المبهرج على الأقل، وحتى عندما أظهرت سلسلة من التعابير الشيطانية، كانت مقنعة». وفي نفس السنة قدمت عملين اخرين، حيث ظهرت أمام أليساندرو نيفولا في فيلم الإثارة Best Laid Plans، ولعبت دور البطولة في فيلم انتخاب بجانب ماثيو برودريك بدور تريسي فليك. تلقت ريس إشادات واسعة من النقاد عن دورها في الفيلم وفازت بجائزة أفضل ممثلة من الجمعية الوطنية لنقاد السينما وحصلت أيضا على ترشيحاً لكل من جائزتي الغولدن غلوب والروح المستقلة.
وعلى الرغم من نجاحها في فيلم انتخاب، أكدت ريس في إحدى مقابلاتها أنها لم تستطع التمثيل بسبب الأدوار النمطية التي كانت تُعرض عليها وترفضها. في منتصف عام 1999، أخذت ريس عطلة من العمل لتكون مع ابنتها، وقررت أن تظهر على الشاشة
الصغيرة بأحد مسلسلاتها المفضلة فريندز بدور أخت رايتشل غرين. استطاعت عام 2000، الظهور بدور مساند في فيلم مختل أمريكي بجانب كريستيان بيل، والظهور بدور صغير في فيلم آدم ساندلر (بالإنجليزية: Little Nicky)‏.
في العام التالي، قامت بالتمثيل في الفيلم الكوميدي شقراء قانونيا (2001)، يعتبر الفيلم نقطة تحول في مسيرة ريس الفنية، حيث حقق نجاحاً كبيراً في شباك التذاكر مما أكسب الممثلة شهرة عالمية. هذا الفيلم الذي تم إنتاجه بميزانية ضئيلة تقدر ب18 مليون دولار، قد تمكن من تحقيق ايرادات بلغت 100 مليون دولار في أمريكا الشمالية وحدها. تلعب ويذرسبون دور إيل وودز وهي طالبة في المرحلة الثانوية، تشعر بصدمة عاطفية كبيرة، حينما انفصل عنها حبيبها الذي يدرس في كلية هارفارد للحقوق، وأخبرها بأنها لا تتمتع بالقدر الكافي من الذكاء وقوة الشخصية، هذا الأمر دفع ايل لأخذ دراستها الثانوية بقدر كبير من الاجتهاد، بحيث تتمكن من دخول جامعة هارفارد ودراسة الحقوق أيضا.
دورها في الفيلم حقق لها سمعة جيدة بين النقاد، وسمتها الصحافة «ميغ رايان الجديدة»، الناقد روجر إيبرت كتب «حركت ريس هذا العمل بدون عناء وضخت فيه أشعة الشمس وسرعة الطرافة». أدائها أثمر عن ترشيحها لجائزة الغولدن غلوب للمرة الثانية، وفازت بجائزة إم تي في للأفلام لأفضل أداء كوميدي. بعد نجاح شقراء قانونيا اختارت ريس الاستمرار بالعمل في أفلام كوميدية أخرى، حيث رتبت حقائب السفر للندن، وبدأت بتصوير الفيلم المقتبس من مسرحية أوسكار وايلد، (بالإنجليزية: The Importance of Being Earnest)‏، ورُشحت لجائزة اختيار المراهقين عن دورها في الفيلم.
بين أحداث 11 ديسمبر قامت ريس بتصوير فيلم ما أحلى الرجوع إلى ألاباما، وشاركت فيه البطولة بجانب جوش لوكاس وباتريك ديمبسي وأندي تننت. تقع أحداث الفيلم في نيويورك وتلعب ريس دور مصممة موضة ترغب بالزواج من سياسي في المدينة، لكن عليها الرجوع إلى ألاباما لطلاق زوجها بعد انفصالها عنه لمدة سبع سنوات. اعتبرت ريس الفيلم تجربة شخصية لها ومشابه لتجربة انتقالها من مسقط رأسها ناشفيل إلى لوس أنجلس. الفيلم أصبح أنجح أعمال ريس في شباك التذاكر عند عرضه عام 2002، حيث كسب أكثر من 35 مليون في أسبوعه الأول وحقق أكثر من 127 مليون دولار في الولايات المتحدة. برغم نجاح الفيلم تجاريا، أعطى النقاد سويت هوم ألاباما مراجعات سلبية، وعابت صحيفة ميامي هيرالد موضوع الفيلم الممل كاتبة: «الفيلم كوميدي رومنسي روتيني، ممل ويمكن التنبؤ به»، واتفقت الصحافة على أن ريس هي من جذبت مثل هذا الجمهور الكبير، وذهبت صحيفة كريسشان ساينس مونيتور للقول أن نجاح الفيلم كان سببه الرئيسي وجود ريس في الفيلم.
قـامت ريس بإعادة دورها كإيل ووديز في جزء ثاني من فيلم شقراء قانونيا عام 2003، حيث لعبت دور البطولة في شقراء قانونيا 2: أحمر وأبيض وأشقر. لم يحصل الفيلم على نجاحات تجارية مثل الجزء الأول، يو إس إيه توداي اعتبرت الفيلم «ثقيل وغير مضحك»، لكنها أشارت إلى أن «ريس لا زالت تقوم بعمل جيد، لكن أدائها وتوقيتها الكوميدي الممتاز تم إهداره على حوار يفتقر إلى روح الدعابة». رغم قسوة النقاد على الفيلم، إلا أنه حقق 39 مليون دولار في أول خمس أيام من عرضه، ووصلت أرباحه إلى 90 مليون دولار في شباك التذاكر. تلقت ريس شيك بقيمة 15 مليون دولار عن عملها في الفيلم، نقطة انطلاق جعلتها واحدة من الممثلات الأعلى أجرا في هوليوود ما بين 2002 وحتى 2010.
في تلك السنة، أعلنت ريس على برنامج عرض الليلة مع جاي لينو أنها حامل بطفلها الثاني، ووقعت للعمل مع المخرجة ميرا ناير في فيلمها فانتي فير المقتبس من الرواية الكلاسيكية سوق الأضاليل. أعيدت تصميم أزياء الفيلم لتتناسب مع نمو بطن ريس وتخفي اثاره، وعُرض فانتي فير في 1 سبتمبر 2004. بعد عرض الفيلم، بدأت ريس بتصوير الفيلم الكوميدي تماما مثل الجنة بجانب مارك رافالو وصدر في 16 سبتمبر 2005.
تماما مثل الجنة لم يكن فيلمها الوحيد في عام 2005، حيث ظهرت في أعبر الخط بجانب خواكين فينيكس. أدت ريس في الفيلم الدرامي شخصية جون كارتر الزوجة الثانية لمغني الريف جوني كاش، لم تستطع ريس مقابلة جون للاقتباس من شخصيتها، حيث سبق وأن توفيت عندما كانت ريس تصور فانتي فير. أدت ريس أغاني الفيلم بنفسها، وكانت قلقة من الغناء أمام جمهور حي، حتى أنها طلبت من محاميها إنهاء عقد الفيلم، قالت لاحقا: «كان ذلك الجزء الأصعب من الفيلم، لم يسبق لي الغناء بشكل احترافي من قبل»، بِالتّالِي كان عليها أن تقضي ستة أشهر تتعلم كيفية الغناء لهذا الدور.
تَمْثِيل ريس لشخصية جون كارتر لاقى استحسانا كبيرا من النقاد، وأثمر عن فوزها في العديد من الجوائز السينمائية، من بينها جائزة الغولدن غلوب لأفضل ممثلة وجائزة الأكاديمية البريطانية لفنون السينما والتلفزيون وجائزة الأوسكار لأفضل ممثلة، وبجانب النجاح الفني في عالم السينما، تلقت ريس وفينيكس ترشيحا لجوائز سي إم تي لأغاني الكنتري في فئة أفضل تعاون.
في عام 2006 حصلت ويذرسبون على جائزة أوسكار بعد تمثيلها دور جون كارتر كاش في فيلم ووك ذا لاين في 2005، شاركت مع روبرت باتينسون بطولة فيلم ماء للفيلة.

## الجوائز والترشيحات

### الأوسكار
- أفضل ممثلة رئيسية عام 2006 عن فيلم Walk the Line وفازت بها

### الغولدن غلوب
- أفضل ممثلة في فيلم كوميدى أو موسيقى عام 2000 عن فيلم Election
- أفضل ممثلة في فيلم كوميدى أو موسيقى عام 2002 عن فيلم شقراء قانونيا
- أفضل ممثلة في فيلم كوميدى أو موسيقى عام 2006 عن فيلم Walk the Line وفازت بها

## وصلات خارجية
- ريس ويذرسبون على موقع IMDb (الإنجليزية)
- ريس ويذرسبون على موقع ميتاكريتيك (الإنجليزية)
- ريس ويذرسبون على موقع الموسوعة البريطانية (الإنجليزية)
- ريس ويذرسبون على موقع روتن توميتوز (الإنجليزية)
- ريس ويذرسبون على موقع مونزينجر (الألمانية)
- ريس ويذرسبون على موقع قاعدة بيانات الأفلام العربية
- ريس ويذرسبون على موقع ألو سيني (الفرنسية)
- ريس ويذرسبون على موقع ميوزك برينز (الإنجليزية)
- ريس ويذرسبون على موقع تيرنر كلاسيك موفيز (الإنجليزية)
- ريس ويذرسبون على موقع أول موفي (الإنجليزية)